# Eddie Izzard
Suzy Eddie Izzard, née le 7 février 1962 à Aden (actuel Yémen), est une humoriste et actrice britannique.

## Biographie

### Premiers pas
Née Edward John Izzard à Aden, au Yémen, elle est la plus jeune d'un couple britannique, Dorothy Ella, une sage-femme et infirmière, et Harold John Izzard, un comptable qui travaille au Yémen pour British Petroleum. Un an après sa naissance, la famille Izzard retourne en Grande-Bretagne, où sa mère meurt d'un cancer en mars 1968.
Eddie Izzard trouve un peu de consolation dans la comédie après la mort de sa mère. Elle tire le plus grand réconfort des travaux des Monty Python, Steve Martin, Richard Pryor et du Benny Hill des débuts. Ses premiers pas dans le stand-up se font à l'université de Sheffield et, après avoir été renvoyée de son cours de comptabilité, elle joue son spectacle dans la rue. Ayant passé une grande partie des années 1980 à travailler comme artiste de rue en Europe et aux États-Unis, elle emmène son spectacle dans les salles du stand-up en Grande-Bretagne, avec une première apparition au Comedy Store de Londres en 1987. Elle affine ses sketchs durant les années 1980 et commence à se faire connaître au début des années 1990.
Elle a souvent exprimé sa forte admiration pour le comédien Bill Hicks, et encouragea Billy Connolly à ses débuts. Elle a également dit être intéressée par la parentalité, même si le mariage n'est pas au programme.[réf. nécessaire].

### Succès en tant qu'humoriste
Son travail dans le stand-up lui apporte un British Comedy Awards en 1993 (pour Live at the Ambassadors) et en 1996 (pour Definite Article). Après la partie britannique de la tournée, elle joue Definite Article dans de grandes villes hors du Royaume-Uni. Elle fait notamment un arrêt, couronné de succès, à New York. Malgré tout, sa percée américaine ne s'est pas vraiment manifestée avant 1999, lorsque Dress to Kill a été diffusé sur la chaîne télévisée américaine HBO, environ un an après qu'elle eut joué son spectacle aux États-Unis, au Royaume-Uni et en France (cette même année, elle interpréta un second rôle dans le film Mystery Men). Brusquement, l'Amérique prit conscience de son existence et le spectacle finit par lui apporter deux Emmy Awards en 2000 (dans les catégories meilleure interprétation et meilleur scénario). Cependant, elle n'interprète que rarement les sketchs de son spectacle à la télévision. Elle déclare[réf. nécessaire] en effet que cela revient à user du matériel trop rapidement, alors que les sketchs sur scène peuvent être joués pendant des mois devant des publics différents.

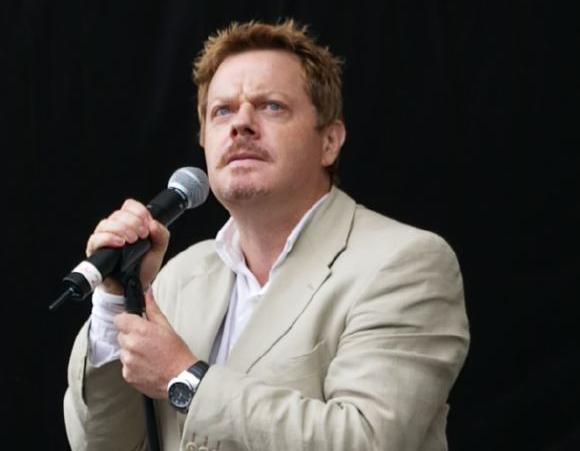
Eddie Izzard

En 2005, elle est la voix off de la campagne télévisée du gouvernement britannique pour le recyclage. Le slogan de cette campagne était « Recycler. Les possibilités sont infinies ! » (« Recycle. The possibilities are endless! »).
En janvier 2006, la chaîne télévisée américaine FX annonce la production d'une nouvelle série dramatique coécrite par Eddie Izzard appelée The Riches (devant à l'origine s'appeler Low Life). Eddie Izzard et l'actrice britannique Minnie Driver interprètent un couple marié, Wayne et Dahlia Malloy, qui faisaient partie d'une caravane d'escrocs itinérants irlandais, parcourant les États-Unis avec leurs enfants. Après avoir trouvé une famille tuée dans un accident de voiture, les Malloy prennent leurs identités et débutent une nouvelle vie en tant qu'habitants de banlieue respectueux des lois à Bâton-Rouge en Louisiane. Le cadet a montré de l'attrait pour les vêtements féminins, amenant à penser que le rôle a été basé sur les expériences personnelles d'Izzard. Izzard a affirmé dans plusieurs interviews que le personnage de Sam avait déjà des tendances au travestissement bien avant qu'elle ait été choisi pour le rôle de Wayne Malloy, mais elle a participé au développement du personnage pour le garder réaliste.
Elle joue également aux côtés du musicien écossais Midge Ure au Live8 à Édimbourg, en Écosse. Elle joue l'accompagnement au piano pour la chanson Vienna.

### Rôles sur les planches
En 1994, Eddie Izzard fait son entrée dans un drame du West End en tant que personnage principal de la première mondiale de The Cryptogram de David Mamet avec Lindsay Duncan, joué au London's Comedy Theatre. Le succès de cette interprétation la mena à un second rôle dans la comédie noire de David Beaird : 900 Oneonta. En 1995, elle joua le rôle-titre dans Edward II de Christopher Marlowe.
Elle incarne l'humoriste Lenny Bruce en 1999 dans Lenny (pièce créée en 1971) dans une mise en scène de son auteur, Julian Barry. En 2001, elle remplace Clive Owen dans la pièce de Peter Nichols de 1967 A Day in the Death of Joe Egg au Comedy Theatre. Eddie Izzard et Victoria Hamilton ont ensuite repris leurs rôles principaux lorsque le spectacle est arrivé à Broadway en 2003, dans une production de la Roundabout Theatre Company. Cette reprise reçut quatre nominations aux Tony Awards dont « Meilleure reprise d'une pièce », « Meilleur acteur et meilleure actrice dans un premier rôle » (puisqu'elle comprenait Izzard et Hamilton dans leurs débuts à Broadway) et « Meilleure mise en scène » pour Laurence Boswell.
Elle fait récemment une apparition remarquée dans le film Across the Universe. Elle y interprète Mr Kite dans la séquence Being for the Benefit of Mr Kite, où elle récite les paroles au lieu de les chanter. Enfin, elle tient un petit rôle de Roman, une arnaqueuse professionnelle, dans Ocean's Twelve et Ocean's Thirteen.

## Style comique

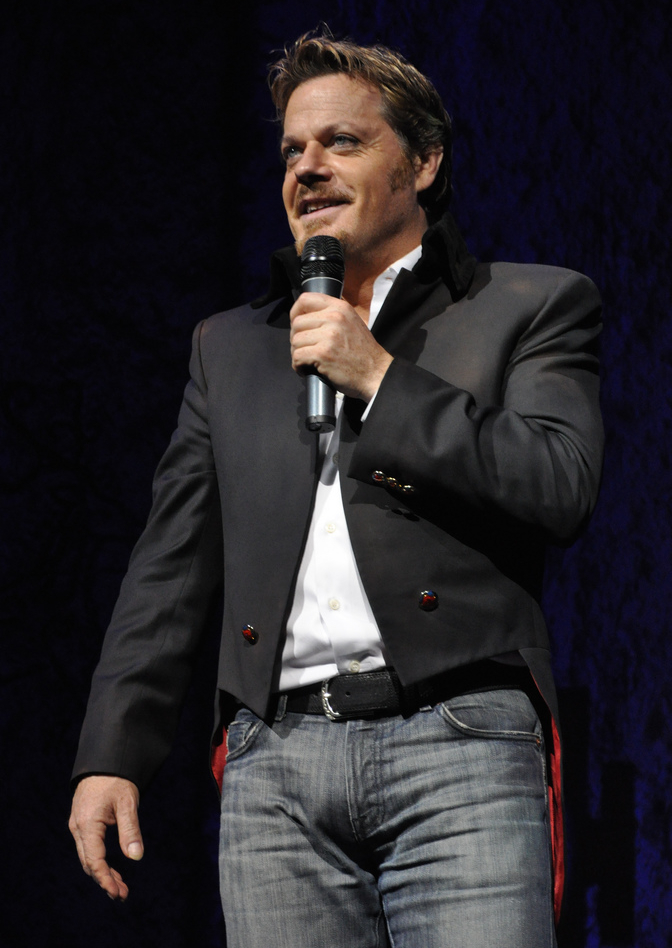
Au Lyric Theatre, à Belfast, le 2 décembre 2008

Son style est fortement influencé par celui des Monty Python, en particulier dans sa manière d'exposer le fil de ses pensées entre deux sujets en utilisant des transitions inhabituelles. Elle travaille rarement depuis un scénario écrit[réf. nécessaire], à cause de sa dyslexie. À la place, son discours se nourrit sans cesse de nouvelles idées de blagues, les personnages qu'elle joue se transforment en d'autres, et elle passe nonchalamment de l'analyse historique à ses rêveries à propos d'appareils électro-ménagers. Cela se termine souvent par de brèves interruptions dans le spectacle qu'elle remplit par des « so, yeah… » et autres tics verbaux qui sont devenus sa marque de fabrique. Penser tout haut fait également partie de la tentative, réussie, d'Izzard pour inclure l'écriture du spectacle aux sketchs. Comme elle le dit dans une interview donnée au journal The Guardian en 2004, « C'est la tradition orale. L'Homme la pratique depuis des millénaires ». Elle note souvent les réactions du public à une blague, parfois en plein milieu d'un sketch, en mimant de l'écrire sur sa main (« ça devrait être plus drôle » ou « là, je les ai perdus »), pose des questions au public et interpelle les spectateurs turbulents.
Izzard est aussi capable de faire des imitations et du mime. Elle représente Dieu (comme étant une figure maladroite de l’autorité ne semblant pas vraiment savoir ce qu’elle fait) en prenant la voix de James Mason, et John F. Kennedy et Noé avec celle de Sean Connery, ces imitations étant présentes dans toutes ses prestations ; elle imite également des activités comme couper du bois, passer l’aspirateur et tondre la pelouse, en utilisant l’anthropomorphisme pour donner vie aux machines avec un accent et une personnalité. Les imitations réussies deviennent des plaisanteries récurrentes qui reviennent dans différents spectacles, comme son professeur de clarinette écossais, Mme Badcrumble (littéralement, Mauvais crumble). Elle s’attaque à des sujets aussi bien contemporains qu’historiques, parmi lesquels de fréquentes réécritures d’événements historiques aboutissant à des scènes uchroniques comme « Cake or Death: Church of England runs the Inquisition » (Un Gâteau ou la Mort : l’Église d’Angleterre organise l’Inquisition), ou « Jesus Ministers to the Dinosaurs » (Jésus prêche aux Dinosaures).
Bien que son humour traite pour une large part de questions sensibles, tout particulièrement en matière de religion, cela n’est fait de manière ni malintentionnée, ni irrespectueuse. Izzard se concentre plutôt sur les possibilités créatives que procure le fait d’imaginer des situations absurdes en direct. Son attention se porte également sur sa personne et sur sa personnalité, ce qui inclut son travestissement (« c’est là manifestement mon destin que de porter une robe sur les sept continents»). La culture populaire (Harry Potter, Star Wars…) est un autre sujet qui apparaît fréquemment, aussi bien pour en critiquer les faiblesses que pour épicer les anecdotes du comédien.
Son penchant pour le surréalisme est tel qu’Eddie Izzard est allé jusqu’à produire une sitcom intitulée Cows (littéralement « vaches ») en 1997 pour Channel 4, une série comique avec de véritables acteurs déguisés en vaches.

## Vie privée

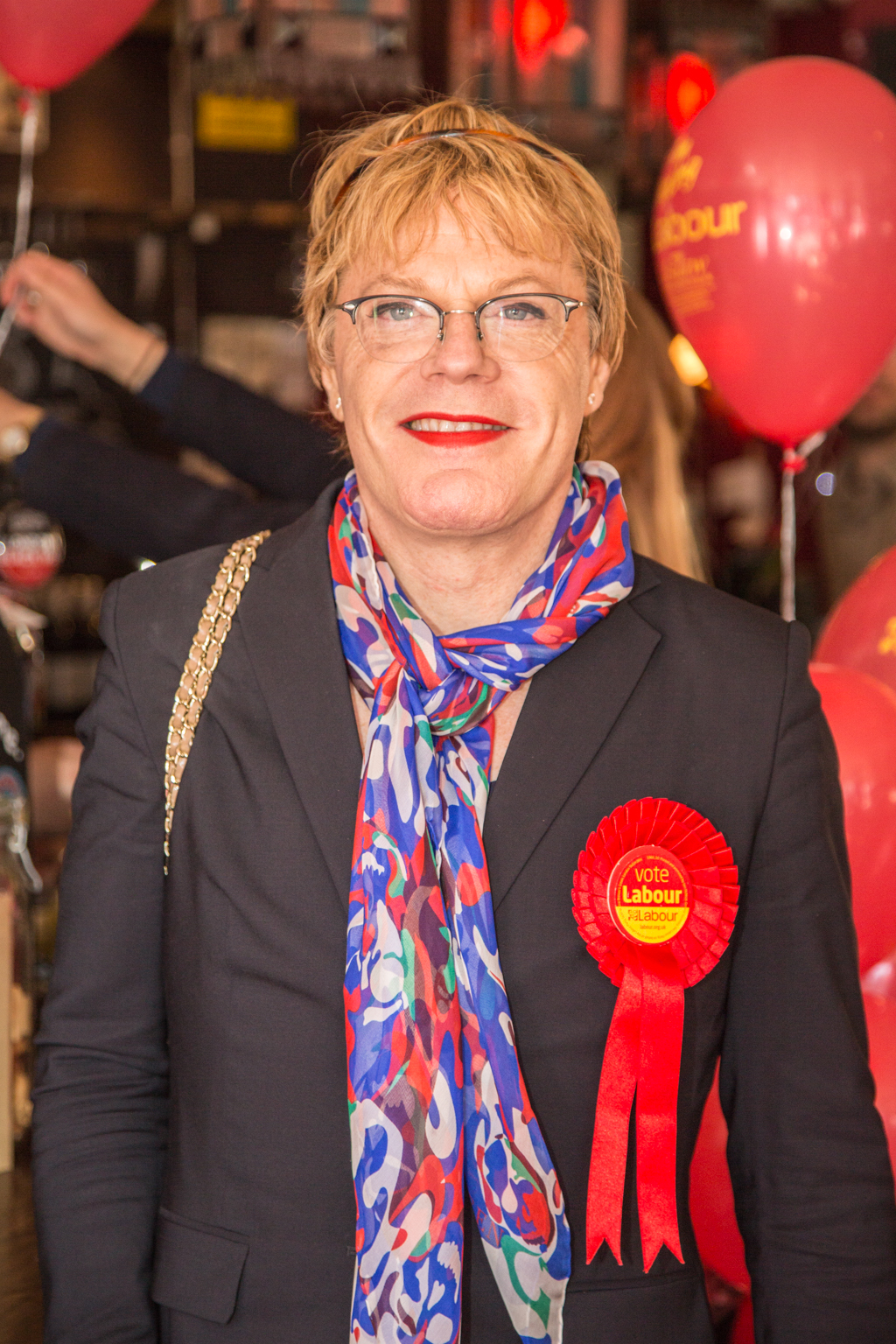
Au Labour Party Rally, à Crouch End, le 14 avril 2015.

Assignée à l'origine au genre masculin, Eddie Izzard fait son coming-out transgenre à la fin des années 2010,. Auparavant, Izzard se désignait comme « travesti » dans les années 1980,, et était connue pour apparaître souvent portant du vernis à ongles, du maquillage et des vêtements généralement considérés comme féminins, sur scène comme dans la vie, ce à quoi Izzard répondait avec humour : « Ce ne sont pas des vêtements de femme. Ce sont mes vêtements, c'est moi qui les ai achetés. ». Dans l’un de ses spectacles, Izzard observait que « Les femmes portent ce qu’elles veulent et moi aussi ». Izzard s'est aussi décrite comme un « garçon manqué homme » (« male tomboy »), et en réponse à des rumeurs sur sa sexualité, un « homme lesbien » (« lesbian male ») ou « une lesbienne piégée dans un corps d’homme » (« a lesbian trapped in a man's body »).
Izzard, qui parle parfois de son « envie de poitrine » (« breast envy »), porte occasionnellement une paire de faux seins depuis qu’elle a tourné dans le film Chapeau melon et bottes de cuir ; ceux-ci auraient été modelés à l’image des propres seins d’Uma Thurman et devaient être à l’usage de sa doublure[réf. nécessaire].
À partir du début des années 2020, Izzard (qui a précedemment dit avoir un « mode garçon » et un « mode fille ») assume publiquement sa fluidité de genre (ou « genderfluid » en anglais) et se désigne avec des pronoms féminins, (« elle » en français, « she/her » en anglais). À partir de 2023, elle ajoute à son nom le prénom Suzy, se faisant alors appeler Suzy Eddie Izzard, expliquant que les gens peuvent utiliser l'un ou l'autre prénom pour s'adresser à elle.

## Engagements politiques et culturels
Izzard a fait connaître son opinion publiquement sur divers sujets ; elle est particulièrement connue en tant que fervente défenseuse pro-Union européenne de l’intégration du Royaume-Uni dans celle-ci. En mai 2005, elle a participé au débat politique Question Time de la BBC où elle s’est décrite comme une « Britannico-Européenne » (« British-European »), comparant ceci à d’autres identités culturelles telles qu’« Afro-Américain » ; dans la lignée de son soutien à l’intégration européenne, elle a été l’une des premières à dépenser un euro à Londres. Son approche paneuropéenne a influencé son travail : elle se produit régulièrement en français, langue qu’elle a apprise, et à l’occasion en allemand, en plus de l’anglais.
En juillet 2003, Izzard a été fait Doctor of Letters honoraire par l’université d'East Anglia à Norwich (en Angleterre) pour son « activisme pro-européen », « son rôle dans la promotion des langues modernes et de la tolérance des autres cultures et modes de vie » ainsi que pour avoir « transcendé les barrières nationales » avec son humour.
Elle a également milité sans succès contre la fermeture des départements respectifs de théâtre d’une part, et de langues, linguistique et traduction d’autre part (« drama » ; « languages, linguistics and translation ») de l’université d’Est-Anglie.
En 2005, elle a figuré dans un court-métrage télévisé en faveur du Parti travailliste britannique dans le cadre des élections générales britanniques de 2005.
Le 20 juillet 2006, elle a obtenu un doctorat ès lettres honoraire de la faculté des Arts de l’université de Sheffield, où elle avait étudié pendant un an dans un cours de Comptabilité et gestion financière au début des années 1980. Du temps où elle allait à l’université, elle créa la Alternative Productions Society in the Union of Students (littéralement « Société de productions alternatives du syndicat des étudiants »), aujourd’hui disparue, qui visait à promouvoir les formes d’art alternatives.
Le 17 juillet 2007, Izzard était l’une des présentatrices de l’étape de Londres (en) du Live Earth.

## Accueil critique
Le 18 mars 2007, Izzard a été classée troisième des cent plus grands comiques dans la série d’émissions 100 Greatest… (« Les 100 plus grands… ») de Channel 4. Dans un sondage de 2005 portant sur « Le comiques des comiques » (The Comedian’s Comedian), Izzard est arrivée parmi les vingt plus grands artistes comiques de tous les temps sur la base du vote de collègues et du monde de la comédie ; dans l’émission 100 Greatest Stand-ups of All Time, sur Comedy Central, elle a été classée 75e. Durant le programme spécial It’s… the Monty Python Story télédiffusé en 1999 et présenté par Eddie Izzard, John Cleese a dit de cette dernière qu'elle est le « Python égaré » (« Lost Python »). Cette idée a fait du chemin du fait de la participation d’Izzard à des œuvres des Monty Python où elle a repris le rôle de feu Graham Chapman au milieu des autres membres historiques du groupe comique. En 2008, Izzard a reçu le Prix James Joyce de la part de la Literary and Historical Society (en).

## Filmographie et spectacles

### Filmographie
- 1996 : L'Agent secret (The Secret Agent)
- 1998 : Velvet Goldmine
- 1998 : Chapeau melon et bottes de cuir (The Avengers)
- 1999 : Mystery Men
- 1999 : The Criminal
- 2000 : Circus
- 2000 : L'Ombre du vampire (Shadow of the Vampire)
- 2001 : Un parfum de meurtre (The Cat's Meow)
- 2001 : Les Hommes de Sa Majesté (All the Queen's Men)
- 2002 : Revengers Tragedy
- 2004 : Blueberry, l'expérience secrète
- 2004 : Cinq Enfants et moi (Five Children and It) (voix)
- 2004 : Romance and Cigarettes
- 2004 : Ocean's Twelve
- 2005 : The Aristocrats
- 2006 : The Wild (voix)
- 2006 : Ma super ex
- 2007 : Ocean's Thirteen
- 2007 : Across the Universe
- 2008 : Jungle Adventures the Movie
- 2008 : Le Monde de Narnia : Le Prince Caspian (voix)
- 2008 : Walkyrie : général Erich Fellgiebel,
- 2009 : Rage : Tiny Diamonds
- 2011 : Cars 2 (voix : sir Miles Axlerod)
- 2012 : L'Île au trésor (Treasure Island) (télévision) : « Long » John Silver
- 2014 : Le Virtuose (Boychoir): Drake
- 2015 : Absolutely Anything de Terry Jones : Headmaster
- 2017 : Confident royal (Victoria & Abdul) de Stephen Frears : Bertie, prince de Galles
- 2019 : Le Prodige inconnu (The Song of Names) de François Girard : l'animateur radio
- 2019 : Get Duked! (Boyz in the Wood) de Ninian Doff
- 2020 : Six Minutes to Midnight de Andy Goddard : Thomas Miller

### Spectacles
- 1993 : Live at the Ambassadors
- 1994 : Unrepeatable
- 1996 : Definite Article
- 1997 : Glorious
- 1999 : Dress to Kill
- 2002 : Circle
- 2003 : Sexie
- 2009 : Stripped

### Télévision
- 2007-2008 : The Riches : Wayne Malloy
- 2009 : Les Simpson : Nigel Bakerbutcher et la reine Élisabeth II (saison 21, épisode L'Œil sur la ville)
- 2011 : United States of Tara : Dr Hattaras (saison 3)
- 2011 : The Good Wife : James Thrush (saison 3, épisode 2)
- 2012 : Bullet in the Face (en) : Heinrich Tannhauser
- 2013 : Hannibal : Abel Gideon
- 2015 : Powers : Wolfe
- 2018 : Les Œufs verts au jambon : Snerz
- 2021 : The Lost Symbol : Peter Solomon
- 2021 : Ne t’éloigne pas
- 2024 : Kaos : Lachésis